# Бардуельва
Бардуельва (норв. Barduelva) — річка на півночі Норвегії.
Починається від озера Альтеватн і через 70 км впадає в річку Молсельва.

## Каскад ГЕС
Річку активно використовують як джерело електроенергії. На Бардуельві розташовані 3 гідроелектростанції, які сукупно виробляють 1235 гігаватт-годин електроенергії щорічно: ГЕС Іннсет, ГЕС Страумсмо, ГЕС Бардуфосс.